# Ткаченко, Николай Иванович
Николай Иванович Ткаченко (1866, Украина — 1913) — российский живописец и график, книжный иллюстратор. Писал пейзажи, в которых показал национальный колорит украинского быта и красоту южной природы.

## Биография
Родился в 1866 году на Украине. В 1890—1895 годы учился в Императорской Академии художеств в Петербурге. 28 октября 1895 г. получил звание классного художника 3 степени.
Написал цикл иллюстраций к юбилейному изданию повести «Вечера на хуторе близ Диканьки» Н. Гоголя, совместно с художником С. М. Дудиным для петербургского издателя А. Ф. Девриена. В начале 1920-х годов вместе с Дудиным и Н. Герардовым оформил книги М. Круковского «Родная жизнь» и «Сказки старухи-говорухи о животных».
Был участником «Общества взаимного вспомоществования русских художников», и «Объединение современных мастеров Украины (ОСМУ)»